# CB Milton
CB Milton, właśc. Clarence Bekker Milton (ur. 11 kwietnia 1968 w Republice Surinamu) – holenderski muzyk eurodance, twórca takich piosenek jak "It's A Loving Thing", "Send Ma An Angel" oraz "Open Your Heart". Dotychczas wydał trzy albumy.

## Albumy
- 1994 It's My Loving Thing
- 1996 The Way To Wonderland
- 1998 From Here To There

## Single
- 1993 "Send Me An Angel"
- 1993 "No One Else"
- 1994 "It's A Loving Thing"
- 1994 "Hold On (If You Believe In Love)"
- 1994 "Open Your Heart"
- 1995 "It's A Loving Thing (Remix)"
- 1995 "A Real Love"
- 1996 "Show Me The Way"
- 1996 "How Do I Know"
- 1996 "If You Leave Me Now"
- 1997 "Time Is Up"
- 1998 "Get Into My Life"
- 1998 "What About Me"
- 1998 "We Are The One"
- 1998 "Carry On"